# Quảng Tâm (phường)
Quảng Tâm là một phường thuộc thành phố Thanh Hóa, tỉnh Thanh Hóa, Việt Nam.

## Địa lý
Phường Quảng Tâm nằm ở phía đông nam thành phố Thanh Hóa, có vị trí địa lý:
- Phía đông giáp thành phố Sầm Sơn
- Phía tây và phía nam giáp phường Quảng Cát
- Phía bắc giáp phường Quảng Phú.

Phường có diện tích 3,67 km², dân số năm 2019 là 10.230 người, mật độ dân số đạt 2.787 người/km².
Đây là nơi đặt cơ sở thứ ba của Trường Đại học Công nghiệp Thành phố Hồ Chí Minh.

## Lịch sử
Vùng đất thuộc phường Quảng Tâm ngày nay, vào đầu thế kỉ 19 thuộc tổng Giặc Thượng, huyện Quảng Xương, phủ Tĩnh Gia, nội trấn Thanh Hóa.
Năm Minh Mạng thứ 2 (1821) đổi thành tổng Kính Thượng, từ thời Đồng Khánh đến trước năm 1945 thuộc tổng Cung Thượng, huyện Quảng Xương, phủ Tĩnh Gia, tỉnh Thanh Hóa.
Xã Quảng Tâm lúc này gồm các thôn: 
- Hữu Lễ: từng bị phiêu bạt, đến thời Đồng Khánh là thôn Tri Lễ thuộc xã Hưng Lễ, tổng Cung Thượng.
- Thung Thôn.
- Dực Hạ.

Sau năm 1945, địa bàn xã Quảng Tâm thuộc xã Lam Sơn, huyện Quảng Xương.
Năm 1948, các xã Phạm Hồng Thái, Bình Định và Lam Sơn sáp nhập thành xã Quảng Cát.
Năm 1954, một phần xã Quảng Cát được tách ra để lập các xã Quảng Tâm và Quảng Minh, tên gọi Quảng Tâm xuất hiện từ đây.
Sau năm 1954, xã Quảng Tâm gồm 18 xóm là Tâm Thành, Tâm Tiến, Tâm Vượng, Tâm Thanh, Tâm Kiên, Tâm Trung, Tâm Đức, Tâm Phúc, Tâm Quý, Tâm Chiến, Tâm Thuận, Tâm Thắng, Tâm Lợi, Tâm Đình, Tâm Cường, Tâm Phúc, Tâm Thọ.
Khi phong trào hợp tác hoá nông nghiệp diễn ra, xã Quảng Tâm đồng thời là Hợp tác xã nông nghiệp Quảng Tâm.
Đến năm 1973 xã được chia thành 9 đội sản xuất từ đội 1 đến đội 9. Sau đó vào năm 1980, thêm hai đội là đội 10 (tách từ đội 6 ra) và đội 11 (tách từ đội 7 ra).
Từ năm 1996, xã lại chia thành các thôn: Tiến Thành, Phú Quý, Đình Cường, Thanh Kiên, Chiến Thắng, Phúc Thọ, Quang Trung, Phố Môi, Thanh Tâm,....
Ngày 29 tháng 2 năm 2012, xã Quảng Tâm được chuyển từ huyện Quảng Xương về thành phố Thanh Hóa.
Ngày 9 tháng 12 năm 2020, Ủy ban Thường vụ Quốc hội ban hành Nghị quyết 1108/NQ-UBTVQH14 về việc thành lập các phường thuộc thành phố Thanh Hóa (nghị quyết có hiệu lực từ ngày 1 tháng 2 năm 2021). Theo đó, thành lập phường Quảng Tâm trên cơ sở toàn bộ 3,67 km² diện tích tự nhiên và 10.230 người của xã Quảng Tâm.